# 빅사 (러시아)
빅사(러시아어: Выкса)는 러시아 니즈니노브고로드주의 도시이다. 빅순스키 군의 중심 도시이며 인구는 61,700명(2003년)이다. 니즈니노브고로드에서 186km 떨어져 있다. 1765년에 건설되었다.

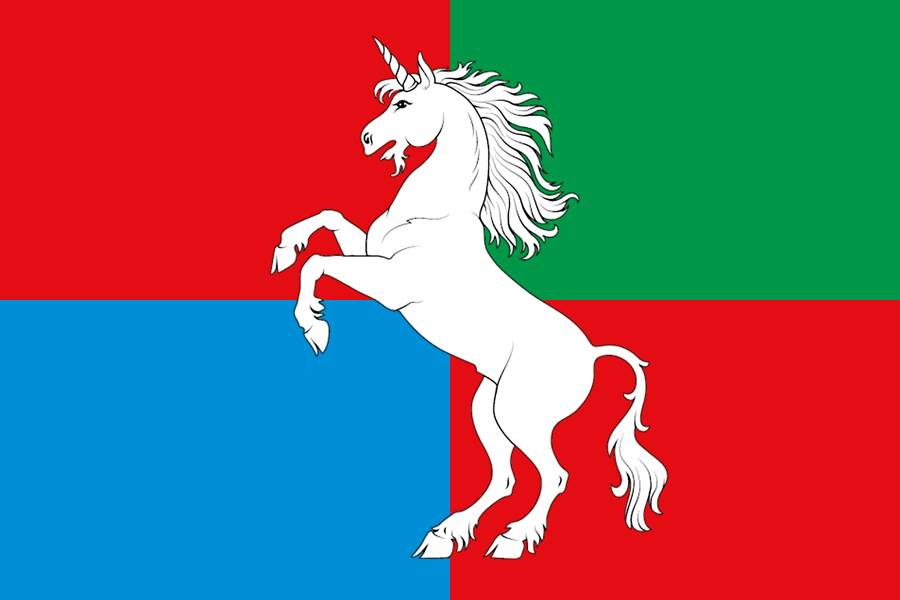
시기
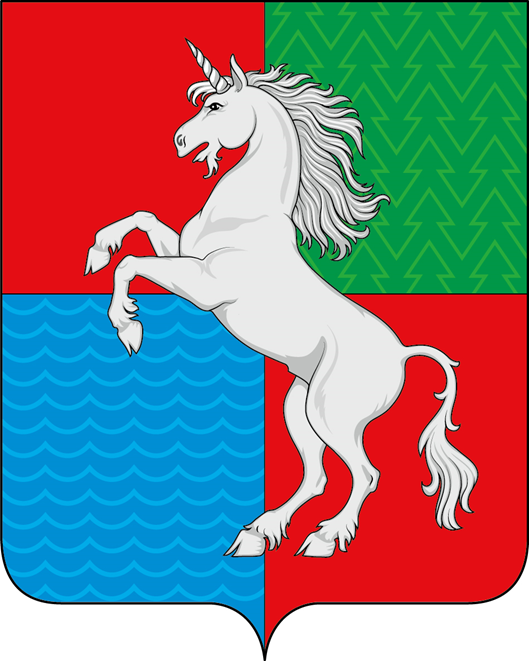
시 문장